# France Inter

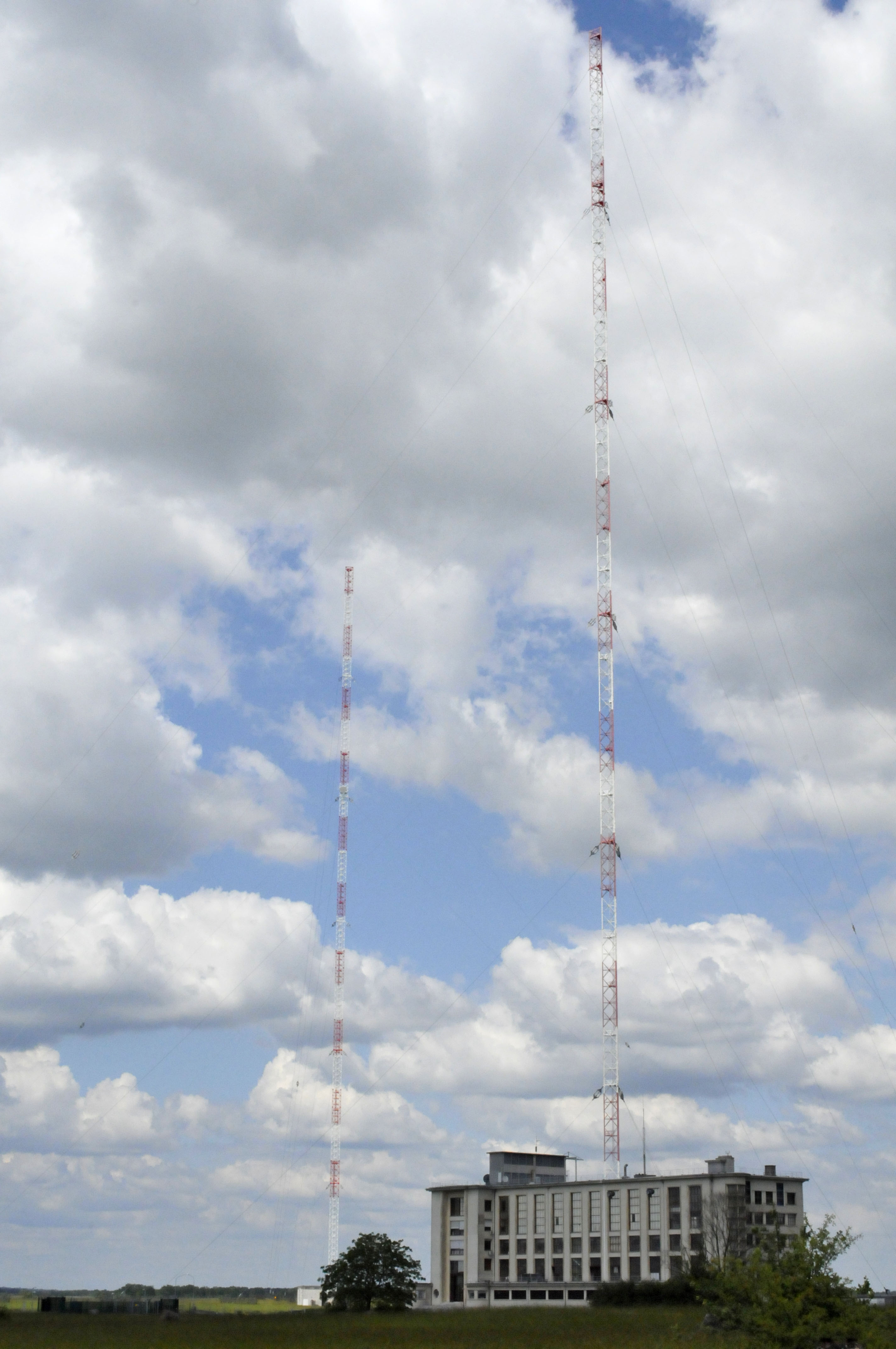
Antena nadawcza w Allouis

France Inter – publiczna rozgłośnia radiowa, powstała w r. 1947 i należąca do publicznego nadawcy Radio France. Do 31 grudnia 2016 roku, jako jedna z trzech stacji francuskojęzycznych, nadawała na falach długich – 162 kHz z nadajnika w Allouis. Obecnie rozgłośni można słuchać na falach ultrakrótkich oraz w Internecie. Redaktorem naczelnym stacji jest Frédéric Schlesinger.

## Historia
Stacja powstała w r. 1947 pod nazwą Paris Inter, a nadawać zaczęła 16 lutego. Korzystała z nadajnika zostawionego przez armię amerykańską, na którym nadawał program American Forces Network. Od 8 grudnia 1963 radio nadaje pod swoją obecną nazwą France Inter. Nazwa została wybrana w drodze konkursu ogłoszonego wśród słuchaczy.

## Format stacji
France Inter jest przede wszystkim radiem mówionym. Od r. 2006 wprowadzono interaktywność ze słuchaczami. Sloganem stacji jest Écoutez la différence (pol. 'posłuchajcie różnicy').